# I miei mondi
I miei mondi (The Worlds of Robert A. Heinlein) è un'antologia del 1966 di racconti di fantascienza dello scrittore statunitense Robert A. Heinlein.
L'edizione italiana, per la traduzione di Gabriele Tamburini, è stata pubblicata nel 1971 dalla Casa Editrice La Tribuna nel n. 145 della collana Galassia e poi di nuovo nel 1973 nel n. 14 della collana Bigalassia; contiene solo i primi tre dei cinque racconti dell'antologia originale del 1966 e l'introduzione intitolata Il vaso di Pandora (Pandora's Box) sul tema di quanto è difficile prevedere il futuro:
in questo articolo Heinlein riprende alcune predizioni che aveva fatto nel 1949 ed esamina come hanno resistito a circa 15 anni di progressi.
Nel 1980, i cinque racconti e una versione aggiornata de Il vaso di Pandora sono stati inclusi nell'antologia di Heinlein Expanded Universe.

## Racconti
- Uomini liberi (Free Men, scritto attorno al 1947 ma pubblicato per la prima volta nel 1966)
- Esplosioni che capitano (Blowups Happen, 1940)
- Luce nelle tenebre (Searchlight, 1962)

### Racconti non inclusi nell'edizione italiana
- La linea della vita (Life-Line, 1939)
- Soluzione insoddisfacente (Solution Unsatisfactory, 1940)

Uomini liberi e Soluzione insoddisfacente non fanno parte del ciclo della Storia futura.